# Липовецкий уезд
Ли́повецкий уе́зд — административно-территориальная единица Киевской губернии Российской империи. Уездный город — Липовец.

## География
Уезд находился на юго-западе губернии и граничил с Подольской губернией. Площадь уезда составляла 2891 км².

## Население
По переписи 1897 года население уезда составляло 211 825 человек, в том числе в городе Липовец — 8658 жителей, в местечке Монастырище — 7500 жителей.

### Национальный состав
Национальный состав по переписи 1897 года:
- малороссы — 173 669 чел. (82,0 %),
- евреи — 31 748 чел. (15,0 %),
- великорусы — 2317 чел. (1,1 %).

## Административное деление
На 1 января 1900 года Липовецкий уезд состоял из 18 местечек, 87 сёл, 58 хуторов, 20 ферм, 1 посёлка, 4 деревень, 19 урочищ, 1 сахарного завода, 3 корм, 2 железнодорожных станций, 1 железнодорожной казармы и 11 железнодорожных будок — всего из 265 населённых пунктов. Все эти пункты были распределены в административном отношении между 2 мировыми посредниками, 3 становыми приставами, 16 волостными правлениями и 13 полицейскими урядниками. В судебно-мировом и следственном отношениях Липовецкий уезд был распределён на 4 судебно-мировых и 2 следственных участка.
1. Андрушевская волость
2. Дашевская волость
3. Жадановская волость
4. Зозовская волость
5. Иваньковская волость
6. Ильинецкая волость
7. Конельско-Поповская волость
8. Липовецкая волость
9. Лукашевская волость
10. Медовская волость
11. Монастырищская волость
12. Оратовская волость
13. Подвысочанская волость
14. Сарновская волость
15. Цыбулевская волость
16. Юрковецкая волость